# Île au Diable (rapides de Lachine)
Pour les articles homonymes, voir Île au Diable.
Ne doit pas être confondu avec Île du Diable (homonymie).
L'île au Diable est une île habitée du fleuve Saint-Laurent située dans l'archipel d'Hochelaga, au sud de Montréal au Québec (Canada). Elle fait partie, avec les îles voisines des rapides de Lachine, du refuge d'oiseaux migrateurs de l'Île-aux-Hérons créé en 1937 par le gouvernement fédéral et est rattachée à la municipalité de Sainte-Catherine, en Montérégie,.

## Géographie
De forme lenticulaire, l'île au Diable fait 300 m de longueur et 200 m de largeur maximales. Située dans le fleuve Saint-Laurent au sud de l'île de Montréal, elle fait partie de l'ensemble des îles des Rapides de Lachine – avec l'île aux Hérons, l'Île aux Chèvres, Les Sept-Sœurs, l'île à Boquet et l'île Rock, toutes situées au nord-est – de l'archipel d'Hochelaga. Elle est séparée au nord de la grande île de Montréal par le grand saut du fleuve Saint-Laurent (18 m de dénivellation), dit des rapides de Lachine, entre la zone du lac Saint-Louis en amont et le bassin de La Prairie en aval.
L'île au Diable est distante de 800 m du sud-ouest de la grande île aux Hérons, avec le groupe d'îlots Les Sept-Sœurs intercalés. L'île se trouve à environ 1 000 m au sud-est de l'île de Montréal, face au parc des Rapides de l'arrondissement LaSalle (auquel elle est administrativement rattachée) mais seulement à 300 m au nord de l'île du Seigneur, face à Récré-O-Parc, faisant partie de la municipalité de Sainte-Catherine.
Fortement boisée, l'île au Diable possède seulement trois châlets habités de manière saisonnière et accessibles uniquement par bateau grâce à des pontons individuels. Les remous des rapides et la navigation aux environs de l'île restent dangereux, pouvant toujours provoquer des chavirements et causer des morts.

## Histoire

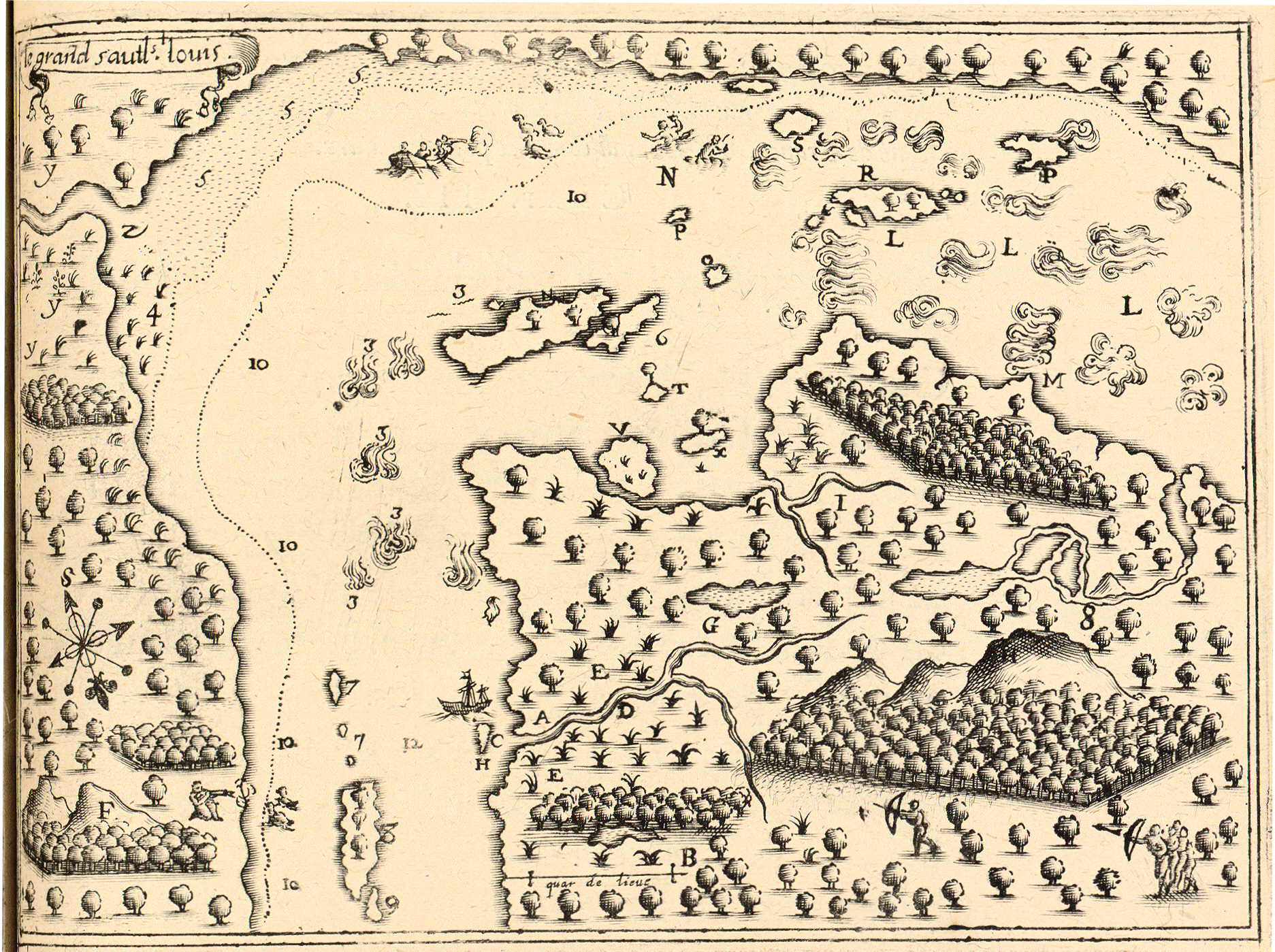
Carte de Champlain de 1611 sur laquelle figure l'« Autre isle du Diable [sic] » au repère R.

L'île au Diable est l'un des plus anciens toponymes de Montréal qui est déjà nommé sur la carte du Grand Sault-Saint-Louis que Samuel de Champlain dessine en 1611 lorsqu'il établit le premier poste de traite saisonnier sur l'île de Montréal.
Pendant la Première Guerre mondiale, l'île était un lieu de refuge pour les conscrits souhaitant éviter le service militaire.
Si les fouilles archéologiques menées en 1984 sur les îles aux Hérons, aux Chèvres et à Boquet ont mis au jour des artéfacts et des traces de présence amérindienne remontant à 2 000 ans – les îles servant de campements temporaires aux pêcheurs et chasseurs iroquois, –, aucune donnée n'est disponible pour l'île au Diable bien qu'il soit fortement probable que cette dernière ait été également utilisée par les Premières Nations.
Les îles des Rapides de Lachine, rattachées à l'arrondissement de LaSalle, font partie de la circonscription provinciale Marguerite-Bourgeoys depuis 1994.

## Faune et flore
L'île au Diable fait partie depuis 1937 du refuge d'oiseaux migrateurs de l'Île-aux-Hérons, un espace protégé où cohabitent notamment les Grands Hérons et les Bihoreaux gris.